# Marxistisk sociologi

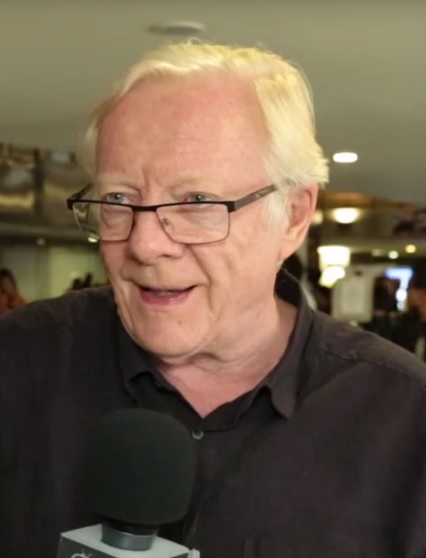
En marxistisk sociolog. Göran Therborn.

Marxistisk sociologi är en sociologisk tradition som tar sin teoretiska utgångspunkt i ett samhällsperspektiv grundat på den politiska teorin marxism.
Karl Marx eget tänkande är således sekundärt för mycket av marxistisk sociologi, och perspektivet kan vara lika mycket, om inte mer influerat av Engels. Redan här börjar således en skiljelinje mellan den marxistisk sociologin och den politiska teorin "marxism".
Den marxistiska sociologin ämnar att bedriva vetenskap, och således vara systematisk och objektiv. Därav förkastar marxistisk sociologi, marxistiska teser, i fallet att de inte håller för empirisk prövning. Marxistisk sociologi ses vanligen som en variant av konfliktteori även om det också finns funktionalistiska tendenser i Marx eget tänkande.
Den marxistiska sociologins primära mål är att utveckla en materialistisk vetenskap om det samtida produktionssättet, kapitalismen, och dess liknande samhällsformationer.

## Intresseområden
Marxistiska sociologer tenderar att vara intresserade av fördelningsfrågor, institutioner, och människors villkor.